# El Coral
El Coral es un municipio del departamento de Chontales en la República de Nicaragua.

## Toponimia
Según Juan Sebastián Lazo Icabalceta, profesor e historiador del municipio, el nombre de "El Coral", se originó en el año de  1880, cuando un grupo de personas estaban a la orilla de una quebrada y mataron a una serpiente de coral (Micrurus), al lugar le empezaron a llamar "Quebrada del Coral". A la orilla de esa quebrada se fundó el primer caserío llamado "El Coral"; actualmente está quebrada divide el casco urbano en Zona 1 y Zona 2.
Otra versión sobre el origen del nombre, la explica Pablo Uriel Gómez Lazo, basado en Incer Barquero:
"es una distorsión de la palabra sumo Ticoral, que se origina de dos palabras de este idioma:
- tikam, "tuno"
- urnin, "hilar", es decir, "donde se hila el tuno".

El Coral se encuentra en territorio de sumos (uluas), que antiguamente poblaban las riberas de los ríos Rama, Escondido, Siquia y Mico y que, a finales del siglo XIX, quedaban caseríos dispersos en estos ríos.
En el municipio de Muelle de los Bueyes, 40 km al norte, se ubican la comarca Ticoral, loma Ticoral (300 m s. n. m.), caño Ticoralito y río Ticoral, este último es afluente del río Musuwaka (idioma sumo: "musa", "guapote" y "wakal", "espina": "guapote espinoso") y río Pilan (en idioma sumo ulwa significa "Cornizuelo", "Acacia") que desembocan en el río Siquia (Sumo: "aguacate").

## Geografía
El Coral se encuentra ubicado a una distancia de 240 kilómetros de la capital de Managua.
- Altitud: 180 m s. n. m.
- Superficie: 306.0 km²
- Latitud: 11° 54′ 57″ N
- Longitud: 84° 39′ 1″ O.

### Límites
Los límites de El Coral son, los siguientes:
| Noroeste: Villa Sandino         | Norte: Villa Sandino y Muelle de los Bueyes | Noreste: Muelle de los Bueyes |
| Oeste: Villa Sandino y Acoyapa  |                                             | Este: Muelle de los Bueyes    |
| Suroeste: Acoyapa y El Almendro | Sur: El Almendro                            | Sureste: Nueva Guinea         |

### Hidrografía

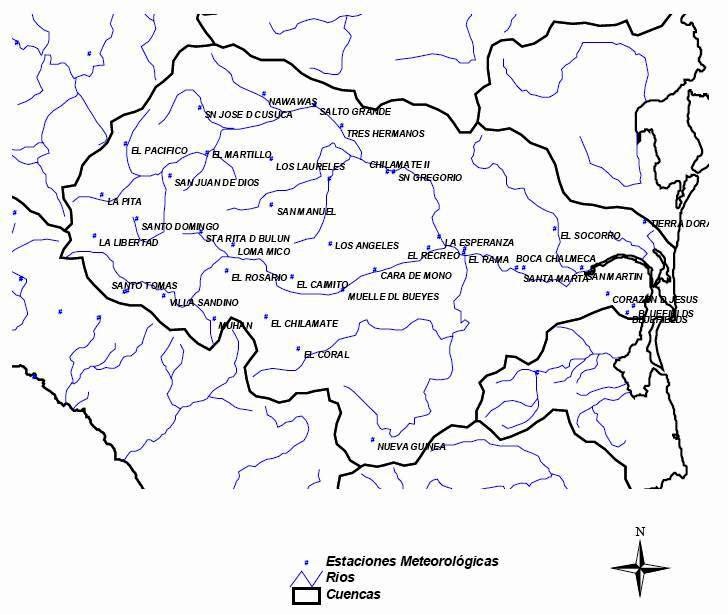
Mapa de la cuenca del río Escondido.

Forma parte del ecosistema del trópico húmedo y pertenece a las cuencas del río Escondido y el lago Cocibolca. Presenta importantes recursos de agua superficial para actividades productivas, consumo humano y para creación de pequeños embalses y presas.
El río Rama, es el principal del municipio y lo cruzan un poco al sur de oeste a este, los ríos Paso de Lajas, Guásimo, Caño de la Hacienda (Quebrada de la Garnacha); Guatusa, Granadino, Fósforo; Jabillo, Guayabo, del Venado, y las quebradas o arroyos de la Juana, Grande, Coquito, de las Rosas, del Areno, del Congo, del Guapinol y Caño Sucio.
Todos estos ríos y afluentes corren hacia la costa atlántica al este, siendo el encargado de llevarlos el lecho del río Rama, para luego depositarlos en el río Escondido frente a Ciudad del Rama, mientras que al este se encuentra el río Oyate que sirve como límite de este territorio con Acoyapa. Además, este río sirve de conductor de los ríos y quebradas que corren hacia el Gran Lago de Cocibolca como el río Magnolia, y las quebradas de los Caracoles, del Edén, y del Pañuelón.

### Relieve
El relieve del municipio es plano en su mayoría, aunque hay algunas partes ligeramente onduladas tales como los cerros y montes del Trago 392, Chile 425, Piedra Fina 236, Buena Vista 285, San Juan 301, Mancornadas 234, Luisa, Las Delicias, Sin Nombre 256, Las Paces #2 545, del Muerto 344, Medio Mundo 371, Huidor 371, y las serranías que abarcan: Las Latas, Las Rosas, Guapinol, El Conejo, La Cuesta y El Paraíso.
Las mayores pendientes se encuentran en los límites con los municipios de Villa Sandino, Muelle de los Bueyes y Nueva Guinea. En el municipio preodminan seis diferentes tipos de pendientes:
- Pendientes de 0 a 5 % (planas): predominan en las comarcas del Venado, del Fósforo, Coral y Colonia del Río Rama.
- Pendientes de 5 a 10 % (ligeramente onduladas): predominan en las comarcas del Trago y del Chile.
- Pendientes de 10 a 15 % (onduladas): predominan en la comarca de Salto Grande.
- Pendientes de 15 al 30% (ligeramente accidentadas): se presentan principalmente al oeste del municipio y algunas veces en el centro, predominan en las comarcas de Tamboral, Quebrada Grande, La Santos, El Conejo, La Cuesta, El Trago y Las Paces 2.
- Pendientes de 30 a 50 % (accidentadas): predominan en las comarcas de Tamboral, Mocoron, La Santos, Granadino Central, Granadino del Sur, Quebrada Grande, Las Paces 2.
- Pendientes de 50 a 75 % (muy accidentadas): predominan en pequeñas zonas de Granadino Central, Granadino del Sur, La Cuesta, Las Paces 2, Quebrada Grande, El Venado y El Chile.

### Suelos
Sus suelos pertenecen a los órdenes de los alfisoles y ultisoles, con elevado grado de acidez, baja fertilidad y propensos a la erosión como consecuencia de la desarborizacion indiscriminada que empobrece los suelos haciendo que pierdan fertilidad.
En Coral, se encuentran cinco diferentes textura de suelos:
- Suelos arcillosos (A): suelos profundos (mayores de 10 dm), bien drenados o medianamente drenados. Se ubican en una franja de norte a sur, en las comarcas del Trago, Granadino Central, Mocoron, Fósforo, La Santos, Salto Grande, Coral; en algunas pequeñas partes de la Cuesta. Abarca 6.487 ha, aproximadamente.

- Suelos arcillosos a arcilloarenosos (A - Aa): suelos profundos y bien drenados, son los predominantes del municipio que abarcan aproximadamente 16 532 ha y son comunes en las comarcas al oeste del municipio, extremo este y Granadino.

- Suelos arcilloarenosos (Aa): suelos superficiales (menos de 5 dm) con alguna pedregosidad y bien drenados. Cubren unas 150 ha, en la microrregión de Tamboral.

- Suelos arcilloso pesado (Ap): suelos profundos, pobremente drenados que cubren 7 497 ha del municipio y son predominantes en el centro de este, en las comarcas del Conejo, La Cuesta, Colonia del Río Rama, Coral, El Venado, El Trago, La Santos, Salto Grande y en menor escala en Tamboral, Las Paces 2, Quebrada Grande y Granadino del Sur.

El 82% de los suelos del municipio se utiliza para la ganadería, el 5% para la agricultura, el 12% es zona boscosa y el 1% para otros usos como centros urbanos, principalmente.

## Historia
A finales del siglo XIX, los primeros habitantes de El Coral, estaban vinculados familiar y económicamente con el municipio de Acoyapa. El Coral quedaba en la ruta de Acoyapa, Muelle de los Bueyes, El Rama y Bluefields, que se utilizaba para llevar la correspondencia desde Managua, iniciando por la vía acuática por el lago Cocibolca, desde el puerto de la ciudad de Granada hasta el puerto de Acoyapa, después continuaba a caballo desde Acoyapa hasta Bluefields. En 1875 se instaló la ruta telegráfica desde Acoyapa a El Rama, siguiendo la ruta arriba trazada.
Al llegar a una quebrada, decidieron acampar y cuando se preparaban para almorzar de repente vieron una serpiente de coral (Micrurus fulvius) la que mataron y así bautizaron al lugar como "Quebrada del Coral". Esta quebrada es la que actualmente separa a las Zonas 1 y 2 del casco urbano.
Después construyeron ranchos de palmas y le llamaron "Caserío del Coral" (1875).
Transcurría la década de los años 1880, cuando los habitantes de Acoyapa ante la infertilidad de sus tierras, decidieron explorar nuevos territorios en busca de tierras aptas para la agricultura, principalmente para el cultivo de granos básicos (maíz y frijoles). 
Explorando el sureste cruzaron la llanura entre Acoyapa y La Manga, llegaron al río Oyate y se encontraron con tierras deshabitadas y espesas montañas. Poco a poco fueron penetrando por una "picada", así llamaban al camino por donde iban pasando, abriéndolo con el filo de sus machetes. Esta picada que se inició en La Manga se fue ampliando y llegó a ser conocida como "Camino Real o Abra Real". Se asentaron primero en territorios de las actuales comarcas del Edén, del Jabillo, del Tamboral, Pénjamo (Coyanchique anteriormente), del Conejo, del Quequisque, de la Cuesta, del Guapinol, del Ayote y de la Calle.
En 1889 se inició el envío de correspondencia del Pacífico hacia el Atlántico nicaragüense. La distribución de cartas y encomiendas, se hacía en forma de relevo partiendo de Acoyapa a la Manga, de la Manga a El Coral, del Coral a Muelle de los Bueyes, de este último a El Rama. Luego, viceversa, regresando por los mismos lugares. 
El telégrafo llegó en 1895 a Nicaragua. Se tendió una línea desde Acoyapa hacia El Rama, utilizando la ruta descrita sin hacerle ningún cambio. Se encargaron del tendido Pablo Solórzano y Agustín Núñez, ayudados por Higinio Padilla y una cuadrilla de trabajadores. 
En El Coral se instaló una oficina de telégrafo, siendo Bartolomé Mairena, el primer telegrafista. A este le siguieron Miguel Núñez y Gregorio Guillén.
Esta ruta o Abra Real llegó a ser muy famosa pues en ella se libraron las guerras de amargos recuerdos entre conservadores y liberales. Las que más recuerdan los ancianos son la guerra de 1909 y la Guerra Grande de 1912 a 1913; en esta última peleó el General Emiliano Chamorro. Otra guerra fue la de mayo de 1922, en los Llanos de los Caballos, de la que contaba la señora Fulgencia Icabalceta López, que los esqueletos de los soldados quedaron al aire libre y duraron más de 20 años y que por tal motivo la gente de los alrededores no bebía agua de las vertientes. También, el combate del cerro de las Mesas, a 2 km de Acoyapa. De este cerro se lanzaban las granadas de los cañones al pueblo de Acoyapa y del pueblo al cerro, esta era la línea de fuego.
Los primeros habitantes de El Coral fueron: Moisés Blanco, Fermín y Toribio Torres, Antonia Cruz, Olaya Arceda, Joaquín Álvarez, Francisco Salazar, Braulio López, Lalo Flores, Cruz Vorela, Moisés Montenegro, Erinia Saravia, Rosa Obando, Paulino Amador, María Astorga, Doroteo García, Evangelina Lazo, Emilia Serrano, Dominga Orozco, Isidro Amador, Nicolás y Manuel Flores.
Esta ruta, importante para Nicaragua porque servía de puente de comunicación de correo y telegráfica, se conoció por Camino Real o Abra Real. Los caseríos que quedaban a lo largo de dicha ruta partiendo de El Coral hacia Acoyapa son: Paso de Lajas, Zanjón Hondo, Calle Real, Ayote, Guapinol, La Cuesta, Quequisque, Coyanchique, Tamboral, Jabillo, El Eden, Paso de los Huleros (sobre el río Oyate), La Manga, Montañuela, Charcones, No me Olvides, Cacao, Corpus Cristi, Quebrada de las Cañas, Quimichapa (que con el tiempo llegó a ser una gran hacienda de Anastasio Somoza García), El Coyol, Río de Agua, Caravaca, Cerros de Veracruz, La Coyota, Hojachigual, Tiesos, Cerro de la Mesa y Acoya del Cerro de Veracruz. A la izquierda del mismo había otro camino que llegaba a Monte Redondo, El Porvenir, Carrizal, Cerro de las Mesas y Acoyapa, por este mismo camino seguía la ruta telegráfica. Para 1922 todavía había telégrafo en El Coral, pero para 1940 desapareció la oficina de dicho poblado y con ella el resto de la ruta.
Para 1922 la hilo telegráfico era muy activo, pero en 1940 la oficina de telégrafo en El Coral se cerró. En 1967 nuevamente fue instalada la línea telegráfica de la Gateada al Coral, y la oficina se ubicaba en la casa de Napoleón Meléndez. También había algunos líneas telefónicas particulares que desaparecieron en 1979.
El Coral anteriormente pertenecía al municipio de Villa Sandino, pero se convirtió en un municipio separado en 1997.

### Fundación
Las fechas históricas son las siguientes: 
- Fecha de fundación como poblado: 1880.
- Fecha de fundación como comarca: 1940.
- Fecha de aprobación de la Ley creadora como municipio: 20 de febrero de 1997 mediante Ley[4] aprobada por la Asamblea Nacional de Nicaragua durante la administración de Arnoldo Alemán Lacayo.
- Fecha de publicación de la Ley creadora como municipio: 30 de julio de 1997.

### Gestores
La Asociación Pro-desarrollo de El Coral (APRODECOR) nació como una iniciativa de sus fundadores, cuyos nombres están ligados a la historia municipal porque fueron no sólo gestores sino también protagonistas en la búsqueda de mejores formas de vida, de la superación en conjunto, del cambio para todos y de lo más importante una vida más digna para las futuras generaciones. Ellos fueron los siguientes: 
- Presbítero Ignacio González Lesme (Colombia).
- Carlos Carranza Lazo (hijo de Víctor Manuel Carranza Cisneros y Elba Lazo Rivera).
- Rosalino Lazo Moreno (La Trinidad, 4 de septiembre de 1948) hijo de Marcos Lazo y Dionisia Moreno.
- Juan Sebastián Lazo Icabalceta (La Cuesta, Acoyapa, 27 de mayo de 1938) hijo de Ignacio Lazo y Fulgencia Icabalceta.
- Encarnación López Lazo (El Coral, 25 de marzo de 1944) hijo de Casimiro López y Tomasa Lazo.
- Elisena del Carmen Soto (La Libertad, 13 de febrero de 1944), hija de Virgilio Martínez y Carmela Soto, fue maestra, directora de escuela e inspectora de Educación, fundó la Escuela Normal de Nueva Guinea y facilitadora del tercer nivel de educación de adultos en el Proyecto sabatino de la Parroquia Santa Cruz en El Coral.
- Óscar Centeno Quezada (Villa Somoza, 16 de junio de 1930 - El Coral, 20 de febrero de 1997) fue hijo de José Dolores Quezada y Blanca Centeno Vega, realizó el diseño del puente de acceso hacia la Colonia Río Rama.
- Gonzalo Matamoros
- Sebastián Mejía
- Alejandro Sequeira
- Guillermo Ruiz
- José Ramón Laguna
- Auxelia Espinoza
- Carmen Bravo

El presbítero Ignacio González Lesme ("padre Nachito"), de nacionalidad colombiana, fue uno de los personajes que más impulsó la creación del municipio El Coral, fue párroco entre 1980 y 1995 cuando lo sustituye el presbítero Orestes Téllez Martínez originario de la ciudad de Granada. Otros sacerdotes en la historia del municipio son el Padre Evaristo de Santo Tomás, quien en su momento dirigió la construcción del templo parroquial y un jesuita de apellido Fletes de Acoyapa que antes de 1945 oficiaba misas, bautizos y confesiones.
El proyecto de creación del municipio El Coral se originó en una promesa que hizo Violeta Barrios de Chamorro, cuando realizaba una gira de su campaña presidencial en el año 1989.

## Demografía
El Coral tiene una población actual de 8,427 habitantes. De la población total, el 49.6% son hombres y el 50.4% son mujeres. Casi el 54% de la población vive en la zona urbana.

## División administrativa

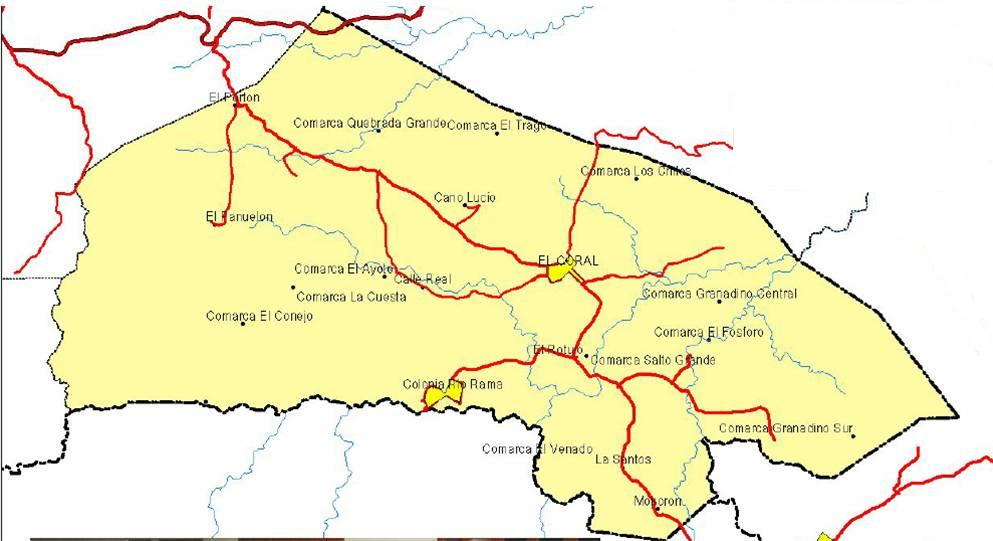
Mapa del municipio El Coral.

El Coral cuenta con cuatro zonas urbanas y quince comarcas: El Trago, El Chile, Granadino Central, Granadino del Sur, El Fósforo, Mocoron, La Santos, Salto grande, El Venado, Colonia del Río Rama, La Cuesta, El Conejo, Tamboral, Quebrada Grande y Las Paces II.

## Clima
El Coral se caracteriza por tener un clima tropical húmedo que presenta temperaturas que oscilan entre 23 y 27 °C, con precipitaciones anuales que varían de 1400 a 2500 mm al año. Los vientos predominantes son del noreste, con velocidades que van de 2,2 a 3,6 km/hora. Los meses más secos son de febrero a mayo y los más lluviosos de junio a septiembre.
El Coral, presenta tres periodos de veranillo (cuando hay ausencia de lluvias) que son: el período de veranillo definido, de 20 a 30 días; el período benigno que varía entre 10 y 19 días; y el período indefinido cuando es menor de 10 días.
El Coral presenta tres zonas climáticas de las ocho que caracterizan al departamento de Chontales que son:
- 1.ª Zona: (precipitación pluvial anual superior a los 1700 mm, veranillo indefinido, elevaciones menores de 200 m s. n. m.) Este tipo de clima es predominante en todo el municipio, cubriendo casi todas las comarcas: Trago, Chile, Granadino Central, Granadino del Sur, Mocorón, Salto Grande, El Conejo, Colonia del Rama, La Santos, El Venado, La Cuesta, una parte de Tamboral, una parte de Quebrada Grande y la cabecera municipal.

- 2.ª Zona: (precipitación pluvial anual superior a los 1700 mm, ausencia de veranillo, elevaciones de entre 200 a 400 m s. n. m.). Este tipo solo se encuentra en una parte de la comarca de Quebrada Grande y de las Paces 2.

- 3.ª Zona: (precipitación pluvial anual entre 1400 y 1700 mm, ausencia de veranillo, elevaciones menores a 200 m s. n. m.). Este microclima solo se presenta en una pequeña parte de la comarca del Tamboral.

## Arqueología
El departamento de Chontales es una de las regiones más ricas de Nicaragua en vestigios arqueológicos. Thomas Belt en su libro "El Naturalista en Nicaragua" (1868), escrito a finales del siglo XIX cuando era Superintendente de las minas de Santo Domingo; hace un recuento de los hallazgos arqueológicos en la cordillera de Amerrisque en los municipios de Acoyapa, Juigalpa, San Pedro de Lóvago y a orillas del río Mico. Belt expresa con lastima y enojo en su libro, al notar la apatía de los habitantes de esas zonas por la falta de espíritu de superación, a pesar de que la naturaleza los había provisto de tierras fértiles y abundantes lluvias; y se pregunta en dónde están los descendientes de aquella cultura que esculpió en piedras su historia, construyó calpules en la montaña y labró estelas de grandes alturas, sin tener a mano instrumentos modernos para tallar.
Thomas Belt menciona haber visto en la plaza mayor de Acoyapa, Chontales, una piedra con círculos y caracteres redondos y curvos. También informa que varios testigos le aseguraron que en el río Mico había esbozos de rostros humanos y de animales en la roca.

### Estatuaria de Chontales
Según los arqueólogos la estatuaria de Chontales, al este del Gran Lago, data de los años 800 y 1200 y se caracterizan por ser cerradas, es decir, no trascienden el bloque o columna en que están esculpidas. Lothrop escribió sobre ellas: "Al este del lago, las estatuas son básicamente cilíndricas y representan hombres y deidades, algunas veces con detalles elaborados en bajorrelieve. Indican un tronco de árbol, que ha sido levemente modificado; pero no en el concepto ni en el simbolismo, hay alguna indicación de influencia mexicana o maya; sin embargo, pueden ser consideradas como vagamente sudamericanas".
En las fincas de las Rosas, y de Bella Vista propiedad de la familia Lazo Icabalceta, se encuentran petroglifos en las orillas de las quebradas, centros ceremoniales para sacrificios, con agujeros circulares donde caía la sangre de los sacrificados. En todo El Coral es común encontrar líticas, cerámica, calpules, monedas, petroglifos. Uno de los más interesantes se encuentra en la finca de Bella Vista, un gran petroglifo de una serpiente con dos cabezas.
Es un reto para todos los coraleños y la Alcaldía, identificar cada uno de estos vestigios, inventariarlos y buscar ayuda de expertos para fundar un museo de antropología para Coral.

### Los ramas y kukras
El Coral, por estar en la región central de Nicaragua, estaba en medio de los límites de las culturas indígenas del Pacífico (tribus mexicanas) y del Atlántico (ramas, misquitos y kukras), así que no es raro encontrar en la región vocablos mexicanos y caribeños. Por ejemplos: "Muhan", "Kamusaska", "Loviguisca", "Rama", "Acoyapa" y "Quimichapa". Como decía Tomas Belt, los nombres originales de los lugares indican la procedencia o influencia de los primeros habitantes, por lo tanto deben de preservarse, porque son pistas para la historia.

### Sitio de Monkey Point
A 106 kilómetros al este del Coral, sobre el Atlántico, se encuentran se encuentran asentamientos humanos antiguos dados por los hallazgos arqueológicos del promontorio de Monkey Point cerca de Punta Gorda en el departamento de Zelaya (región denominada como RACCS o Región Autónoma de la Costa Caribe Sur desde 1987) que se remontan a hace unos 7000 años. También, a 71 km de Atlanta, a orillas del río Punta Gorda, existen evidencias de la cultura kukra.

### Pirámides de Garrobo Grande
En la Comarca de Garrobo Grande, municipio de Villa Sandino, 14 km al norte de La Gateada, a orillas del río Mico, en el año de 1853, se descubrieron tres pirámides; un tesoro cultural e histórico invaluable consistente en pirámides primitivas con tres niveles de dragas hechas de estructuras de piedras de 8 metros de alto, 40 de largo y 30 metros de ancho. El sitio fue identificado por primera vez por el Sr. Ferrer en un mapa con el nombre de "Ruinas antiguas".
La mayor de estas pirámides fue restaurada en 1999 por el arqueólogo nicaragüense Jorge Espinosa. A juicio de Espinosa, son un descubrimiento muy importantes porque, parecen ser las más antiguas estructuras de piedra de América y en ese sentido, por la evidencia encontrada, el arqueólogo considera fueron creadas antes que las de los mayas, aztecas e incas.
Por sus características estas estructuras son conocidas como «mastabas», que son promontorios trapezoidales creadas no como centros ceremoniales, o de estudios astrológicos o astronómicos, sino que como estructuras protectoras de tumbas de personas muy importantes en su comunidad.
Al excavar en las ruinas de Garrobo Grande, Espinosa no encontró tiestos en forma visible, sino en el interior, y son más toscos que los del período clásico de las principales culturas del continente americano. Cabe mencionar que lo más antiguo de la cultura maya se desarrolló alrededor del siglo XVII a. C.

### Nación Amerrisque
La tesis del investigador Espinosa es que los aborígenes amerrisques, descendientes de cazadores que merodeaban el centro de la actual Nicaragua hace unos treinta mil años, comenzaron a desarrollar su cultura unos 400 a 500 años antes que los mayas pusieran una piedra en Copán, Honduras, centro cultural indígena ubicado a unos 300 kilómetros al norte de ese sitio situado hoy es el centro de Nicaragua.
En sus deducciones el arqueólogo estima que en un momento dado, los antiguos amerrisques comenzaron a experimentar y hacer gradas, amontonando piedras sin cortes ni argamasa. En su interior encontró materiales líticos (de piedra) y tiestos toscos, evidentemente inferiores a los dejados por los aztecas, mayas o incas.
Dados sus estudios en el lugar, la teoría no deja de ser sorprendente, pero posible. De Garrobo Grande los amerrisques podrían haber irradiado sus conocimientos y experiencias hacia el sur y hacia el norte y en algún momento, sin conocerse sus motivos, haber desaparecido del lugar.

## Economía

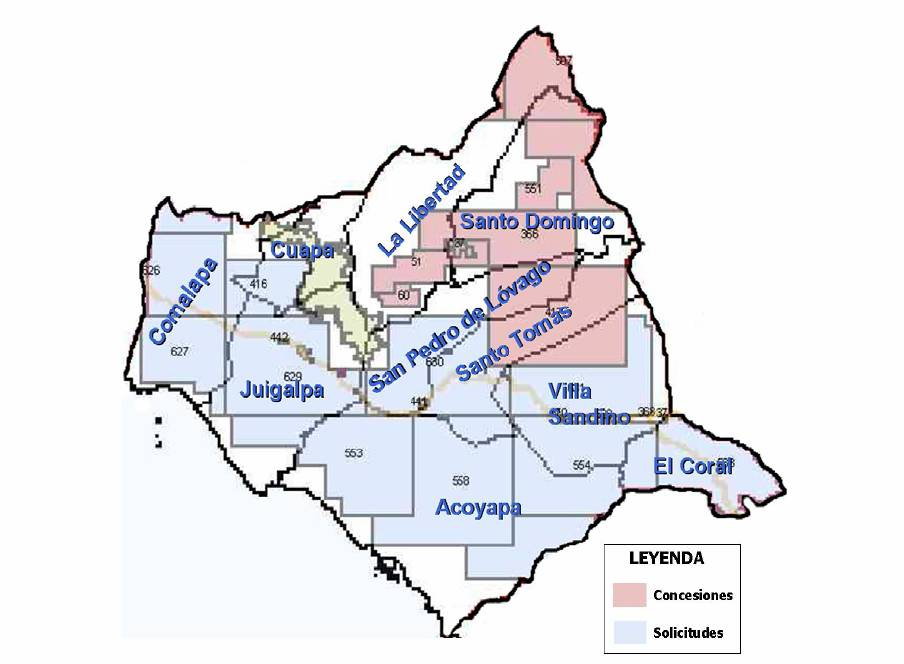
Mapa de Concesiones Mineras en El Coral, Chontales.

El Coral no es la excepción del resto de los municipios del departamento de Chontales. Al igual que los demás, su actividad económica principal es la ganadería extensiva de doble propósito (leche y carne) y una producción agrícola (granos básicos: maíz, frijoles). 
Esta actividad ha traído consigo la eliminación de la masa boscosa para sustituirla por pastos, lo cual ha cambiado el uso de los suelos. Además la poca regeneración natural sufre los efectos de los incendios cada año y en la labor de limpieza de maleza también es eliminada. 
La degradación de las cuencas hidrográficas se expresa más claramente en la disminución del caudal de los ríos que muchas veces son las fuentes de abastecimiento de agua de la población.

### Ambiente
En el caso de El Coral se han determinado como problemas ambientales principales, los siguientes:
- 1. Deforestación indiscriminada (tráfico ilegal de la flora).
- 2. Contaminación ríos y fuentes de agua (escasez de agua).

### Minería
Hay indicios de que la zona es rica en minerales. El municipio tiene 30 600 hectáreas; para el año 2005, según el Centro Humboldt en su "Informe de Resultado de Monitoreo in Situ de la actividad minera en los departamentos de Chontales, Boaco, Matagalpa y Municipios de Chinandega Norte", en sus partes medulares dice:
"...es alarmante que el 100% del municipio de El Coral está en proceso de solicitud ante el MIFIC para concesión minera."
Años después se habían otorgado dos concesiones de exploración a empresas mineras en los lotes llamados Acoyapa I y Rama I, el primero ya no está registrado en el Ministerio de Fomento de Industria y Comercio (MIFIC), según el informe de enero de 2007 del Centro Humboldt.

## Infraestructura

### Salud
En 1981 se terminó la construcción del centro de salud, el cual tuvo una ampliación en 1991. Desde 1987, el municipio ha recibido médicos generales que prestan su servicio social.
Lucrecia Meléndez Lazo fue la primera enfermera nacida en El Coral. En su propia casa de habitación, junto a la casa de su madre Ángela Lazo de Meléndez, funcionó la primera Casa Base en donde daba los primeros auxilios a los enfermos de diarrea, fiebre, heridas y procedimiento curativos menores (inyecciones, enemas, sueros).

### Justicia
Gilberto Zeledón Sequeira (Santo Tomás, 1 de septiembre de 1913 - El Coral, 19 de septiembre de 2001) fue el primer juez del Juzgado Único Local de El Coral por más de cinco años y atendía juicios civiles, penales, laborales y mercantiles en el mismo lugar de su Taller de Zapatería. La doctora Bellanira Álvarez Ortiz fue la primera administradora de justicia, después de la construcción de la Casa de Justicia. A ella le sucedió el doctor Roberto Blandón.

## Turismo

### Recursos turísticos
El turismo es uno de los rubros económicos que no han sido explotados en El Coral, debido a su tradición ganadera y agrícola. 
Algunas de las actividades de interés turístico y cultural son: 
- Senderismo en las montañas y riberas de los ríos.
- Avistamiento de aves.
- Turismo rural para la convivencia comunitaria en fincas agropecuarias para conocer sobre la cultura ganadera y sus actividades: ordeño de vacas, elaboración de productos lácteos (cuajada, quesos, yogur), hacer tortillas de maíz, montar a caballo, castrar novillos, etc.
- Visitar los sitios arqueológicos para contemplar los petroglifos.
- Recreación en los balnearios:
  - Cascada Salto Grande, que se encuentra bajo el puente del río Rama a 2 km al este de El Coral, sobre la carretera a Nueva Guinea.
  - Cascada Las Piedrecitas.
  - Quebrada El Limón.
  - Paso de Lajas.
  - Salto de Lajas.

## Educación
Uriel Nahum Gómez Sánchez, pastor evangélico del templo Bethel Misión Centroamericana, fue quien enseñó las primeras letras a niños y jóvenes, dentro del templo. La escuela más cercana era en La Gateada, a 20 kilómetros de distancia.
En 1965 a solicitud de los padres de familia se organiza la primera escuela en El Coral, la cual no era aprobada oficialmente por el Ministerio de Educación Pública; los alumnos viajaban hasta Juigalpa, a realizar sus exámenes finales para obtener su diploma de grado aprobado, bajo un convenio de colaboración mutua con el pastor Henry Jaentschke, director del colegio San Pablo. 
Actualmente hay dos escuelas públicas: Corazón de Jesús y Pedro Joaquín Chamorro Cardenal. En 2002, se fundó el colegio parroquial Santa Cruz administrado por la Iglesia católica en El Coral. El presbítero Héctor Molina González es su actual director general contando con el apoyo de los fieles laicos católicos. Este colegio es uno de lugares identificados para ser albergues de la población durante cualquier emergencia causada por fenómenos naturales.

## Misceláneas
El primer alcalde fue Segundo Jarquín Castellón y sus obras principales fueron:
- el inicio de la construcción del edificio de oficinas del gobierno municipal
- el mejoramiento del parque municipal
- la construcción de la casa comunal
- la construcción de una cancha de voleibol

En la administración edilicia de Julio Ríos Fargas, se realizaron las obras siguientes: 
- la reparaciones de calles y construcciones de cunetas.
- la instalación del agua potable.
- el alumbrado público.
- la construcción del camino y puente que une a las comarcas El Fósforo y El Granadino.